# Лиекоски, Тимо
Ти́мо Ли́екоски (фин. Timo Liekoski; 30 июня 1942, Хельсинки, Финляндия) — бывший финский футбольный тренер, он работал с командами Североамериканской футбольной лиги, MISL, NPSL и MLS. До выхода на пенсию сотрудничал с Футбольной ассоциацией Финляндии.

## Карьера игрока
Уроженец Финляндии, Лиекоски был призван в финскую армию, когда ему было восемнадцать. Два года спустя после завершения службы он переехал в США. Лиекоски работал посудомойщиком, в 1964 году Эл Миллер заметил, что он смотрит за тренировками его команды. В то время Миллер играл за любительский «Кингстон Кикерс» и тренировал университетскую команду «Нью-Палтц Стейт». Миллер пригласил Лиекоски сыграть за «Кингстон Кикерс» на позиции вратаря. После того, как Лиекоски показал своё мастерство, Миллер взял его в «Нью-Палтц Стейт». После дебютного сезона Лиекоски Миллер перешёл в колледж Гартвик и взял с собой Тимо. Лиекоски, согласно правилам NCAA, пропустил один сезон, а затем играл со студентами-второкурсниками за «ястребов», где был основным вратарём. После перелома запястья во время межсезонья перед последним годом обучения Лиекоски сменил амплуа, став защитником, он был зачислен во вторую команду Всеамериканских спортсменов. Он окончил колледж в 1971 году со степенью бакалавра в области экономики, а затем получил степень магистра в области образования в Уиттерском колледже.

## Карьера тренера

### Колледж
Лиекоски начал свою тренерскую карьеру в 1972 году, когда работал в качестве главного тренера университетской футбольной команды «Милуоки Пантерс». В 1973 году Лиекоски заменил Миллера на посту главного тренера мужской футбольной команды колледжа Гартвик. Он работал с командой всего два сезона и выиграл 30 из 46 матчей. Он вывел «ястребов» в NCAA Финал Четырёх 1974 года и в 1995 году был включён в Спортивный зал славы колледжа Гартвик.

### Клубы США и Канады
В 1976 году Миллер стал главным тренером «Даллас Торнадо» из Североамериканской футбольной лиги. Он привёл Лиекоски на должность ассистента в том же году. В 1978 году он стал главным тренером «Хьюстон Харрикейн». Осенью того же года Лиекоски параллельно стал главным тренером «Хьюстон Саммит», команда играла в новосозданной MISL. С «Саммитом» он занял первое место в лиге с 18 победами и шестью поражениями, кроме того, он стал тренером года в лиге. Лиекоски продолжал тренировать оба клуба до 1979 года, при нём «Харрикейн» неожиданно выиграл 22 из 30 матчей, в 1979 году он был признан тренером года NASL. В 1980 году Лиекоски наняли «Эдмонтон Дриллерз». Благодаря Лиекоски команда закончила 1980 сезон с соотношением побед и поражений 17 к 15 при 8 к 22 годом ранее. Затем он привёл «Дриллерз» к чемпионству NASL в шоуболе 1980/81 сезона. Однако, когда «Дриллерз» начали 1981 сезон в с того, что стали проигрывать по два матча из трёх, 22 июня 1981 года Лиекоски был уволен. В сентябре 1981 года Лиекоски наняли новосозданные «Нью-Джерси Рокетс». В феврале 1982 года «Рокетс» уволили его после того, как команда выиграла лишь четыре матча из 17. В июле 1982 года Лиекоски нанял «Кливленд Форс». Он тренировал команду до июля 1988 года, когда клуб был расформирован. 26 сентября 1988 года Лиекоски подписал контракт на один год с возможностью продления с «Кантон Инвейдерс» из NPSL. Он привёл клуб к чемпионству в 1989 и 1990 годах.

### Сборная США
В августе 1991 года Бора Милутинович, главный тренер национальной сборной США назначил Лиекоски своим помощником в рамках подготовки к серии игр с европейскими командами. Он вернулся в «Кантон Инвейдерс», когда они начали 1991/92 сезон, но взял отпуск в январе 1992 года, чтобы присоединиться к национальной сборной. в июне 1992 года он покинул «Инвейдерс» и полностью посвятил себя работе с Милутиновичем. В 1994 году Милутинович и его тренерский штаб вывели сборную вл второй раунд чемпионата мира 1994 года. В октябре 1994 года он был назначен на должность главного тренера олимпийской сборной США для подготовки к летним Олимпийским играм 1996 года. После поражения в трёх матчах без единого гола на Панамериканских играх 1995 года и девятого места на Универсиаде в том же году Лиекоски был уволен в сентябре 1995 года.

### Поздняя карьера
5 декабря 1995 года Лиекоски стал первым тренером в истории «Коламбус Крю» из MLS. 3 августа 1996 года Лиекоски подал в отставку после того, как «Крю» потерпел 16 поражений. Затем он вернулся в Финляндию, где в 1997 году тренировал МюПа-47, клуб занял пятое место в чемпионате.
В 1998 году он был принят на работу Футбольной ассоциацией Финляндии и занимал различные должности в тренерском штабе национальной сборной, в том числе был помощником Рихарда Мёллера-Нильсена. В 1999 году он тренировал сборную Финляндии по мини-футболу. Он также возглавлял юношескую сборную Финляндии и сборную бездомных Финляндии. Летом 2008 Лиекоски вышел на пенсию.